# Episodi di The Next Step
La serie televisiva canadese The Next Step ha visto la produzione di sette stagioni. 
Fino alla quinta stagione, i titoli degli episodi non hanno una traduzione italiana.

## Stagioni
| Stagione         | Episodi | Episodi | Prima TV Canada   | Prima TV Canada   | Prima TV Italia  | Prima TV Italia  |
| ---------------- | ------- | ------- | ----------------- | ----------------- | ---------------- | ---------------- |
| Prima stagione   | 30      | 14      | 8 marzo 2013      | 7 giugno 2013     | 2015             | 2015             |
| Prima stagione   | 30      | 16      | 20 settembre 2013 | 3 gennaio 2014    | 2015             | 2015             |
| Seconda stagione | 34      | 17      | 7 marzo 2014      | 6 giugno 2014     | 2015             | 2015             |
| Seconda stagione | 34      | 17      | 12 settembre 2014 | 2 gennaio 2015    | 2015             | 2015             |
| Terza stagione   | 30      | 15      | 16 marzo 2015     | 2 aprile 2015     | 2016             | 2016             |
| Terza stagione   | 30      | 15      | 11 settembre 2015 | 11 dicembre 2015  | 2016             | 2016             |
| Quarta stagione  | 40      | 20      | 15 febbraio 2016  | 24 giugno 2016    | 2017             | 2017             |
| Quarta stagione  | 40      | 20      | 14 ottobre 2016   | 12 maggio 2017    | 2017             | 2017             |
| The Off Season   | 15      | 15      | 13 maggio 2017    | 13 maggio 2017    | 13 maggio 2017   | 13 maggio 2017   |
| Quinta stagione  | 20      | 10      | 26 maggio 2017    | 28 luglio 2017    | 2018             | 2018             |
| Quinta stagione  | 20      | 10      | 13 ottobre 2017   | 15 dicembre 2017  | 2018             | 2018             |
| Sesta stagione   | 26      | 13      | 29 settembre 2018 | 28 ottobre 2018   |                  |                  |
| Sesta stagione   | 26      | 13      | 2 marzo 2019      | 7 aprile 2019     |                  |                  |
| Speciale         | 2       | 2       | 21 dicembre 2019  | 21 dicembre 2019  | 21 dicembre 2019 | 21 dicembre 2019 |
| Settima stagione | 24      | 11      | 10 aprile 2020    | 19 giugno 2020    |                  |                  |
| Settima stagione | 24      | 13      | 26 giugno 2020    | 18 settembre 2020 |                  |                  |
| Ottava stagione  | 27      | 13      | 26 settembre 2022 | 13 ottobre 2022   |                  |                  |
| Ottava stagione  | 27      | 14      | 7 novembre 2022   | 24 novembre 2022  |                  |                  |
| Nona stagione    | 22      | 11      | 8 aprile 2024     | 19 aprile 2024    |                  |                  |
| Nona stagione    | 22      | 11      | 26 aprile 2024    | 24 maggio 2024    |                  |                  |

## Prima stagione
| nº            | Titolo                      | Prima TV Originale | Prima TV Italia  |
| Prima parte   | Prima parte                 | Prima parte        | Prima parte      |
| ------------- | --------------------------- | ------------------ | ---------------- |
| 1             | Get The Party Started       | 8 marzo 2013       | 25 ottobre 2013  |
| 2             | Everybody Dance Now         | 12 marzo 2013      | 28 ottobre 2013  |
| 3             | Dance, Dance                | 13 marzo 2013      | 29 ottobre 2013  |
| 4             | Rock and a Hard Place       | 14 marzo 2013      | 30 ottobre 2013  |
| 5             | Steal My Sunshine           | 15 marzo 2013      | 31 ottobre 2013  |
| 6             | Good Girls Go Bad           | 22 marzo 2013      | 1º novembre 2013 |
| 7             | Love Story                  | 19 aprile 2013     | 4 novembre 2013  |
| 8             | Just the Two of Us          | 26 aprile 2013     | 5 novembre 2013  |
| 9             | Video Killed the Radio Star | 3 maggio 2013      | 6 novembre 2013  |
| 10            | Road To Joy                 | 10 maggio 2013     | 7 novembre 2013  |
| 11            | Can You Keep A Secret?      | 17 maggio 2013     | 8 novembre 2013  |
| 12            | Get It Together             | 24 maggio 2013     | 11 novembre 2013 |
| 13            | Don't Go Breaking My Heart  | 31 maggio 2013     | 12 novembre 2013 |
| 14            | Sabotage                    | 7 giugno 2013      | 13 novembre 2013 |
| Seconda parte |                             |                    |                  |
| 15            | Changes                     | 20 settembre 2013  | 2015             |
| 16            | Help                        | 27 settembre 2013  | 2015             |
| 17            | Forget You                  | 4 ottobre 2013     | 2015             |
| 18            | Brand New                   | 11 ottobre 2013    | 2015             |
| 19            | First Date                  | 18 ottobre 2013    | 2015             |
| 20            | We Are Family               | 25 ottobre 2013    | 2015             |
| 21            | Break Stuff                 | 1 novembre 2013    | 2015             |
| 22            | Come Back... Be Here        | 8 novembre 2013    | 2015             |
| 23            | Dancing in the Street       | 15 novembre 2013   | 2015             |
| 24            | Price Tag                   | 22 novembre 2013   | 2015             |
| 25            | Bad Moon Rising             | 29 novembre 2013   | 2015             |
| 26            | Can't Fight This Feeling    | 6 dicembre 2013    | 2015             |
| 27            | I'm So Excited              | 13 dicembre 2013   | 2015             |
| 28            | Fancy Footwork              | 20 dicembre 2013   | 2015             |
| 29            | This Is How We Do It        | 27 dicembre 2013   | 2015             |
| 30            | Winner Takes All            | 3 gennaio 2014     | 2015             |

## Seconda stagione
| nº            | nº          | Titolo                               | Prima TV Originale | Prima TV Italia |
| Prima parte   | Prima parte | Prima parte                          | Prima parte        | Prima parte     |
| ------------- | ----------- | ------------------------------------ | ------------------ | --------------- |
| 31            | 1           | Don't Stop the Party                 | 7 marzo 2014       | 2015            |
| 32            | 2           | My Boyfriend's Back                  | 7 marzo 2014       | 2015            |
| 33            | 3           | Ready to Start                       | 7 marzo 2014       | 2015            |
| 34            | 4           | The Final Cut                        | 14 marzo 2014      | 2015            |
| 35            | 5           | The Girl Is Mine                     | 14 marzo 2014      | 2015            |
| 36            | 6           | Work it                              | 21 marzo 2014      | 2015            |
| 37            | 7           | It Takes Two                         | 28 marzo 2014      | 2015            |
| 38            | 8           | What'll I Do                         | 4 aprile 2014      | 2015            |
| 39            | 9           | Never Enough                         | 11 aprile 2014     | 2015            |
| 40            | 10          | I Hope I Get It                      | 18 aprile 2014     | 2015            |
| 41            | 11          | Anything You Can Do, I Can Do Better | 25 aprile 2014     | 2015            |
| 42            | 12          | Time to Move On                      | 2 maggio 2014      | 2015            |
| 43            | 13          | The Truth Comes Out                  | 9 maggio 2014      | 2015            |
| 44            | 14          | Sing                                 | 16 maggio 2014     | 2015            |
| 45            | 15          | You're the One That I Want           | 23 maggio 2014     | 2015            |
| 46            | 16          | Hazy Shade of Winter                 | 30 maggio 2014     | 2015            |
| 47            | 17          | Game On                              | 6 giugno 2014      | 2015            |
| Seconda parte |             |                                      |                    |                 |
| 48            | 18          | Make a Plan To Love Me               | 12 settembre 2014  | 2015            |
| 49            | 19          | Sacrifice                            | 19 settembre 2014  | 2015            |
| 50            | 20          | Heartbreaker                         | 26 settembre 2014  | 2015            |
| 51            | 21          | Hello Trouble                        | 3 ottobre 2014     | 2015            |
| 52            | 22          | Lost                                 | 10 ottobre 2014    | 2015            |
| 53            | 23          | Better Than This                     | 17 ottobre 2014    | 2015            |
| 54            | 24          | Under Pressure                       | 24 ottobre 2014    | 2015            |
| 55            | 25          | Just Dance                           | 7 novembre 2014    | 2015            |
| 56            | 26          | Water It                             | 14 novembre 2014   | 2015            |
| 57            | 27          | Run This Town                        | 21 novembre 2014   | 2015            |
| 58            | 28          | Re-Match                             | 28 novembre 2014   | 2015            |
| 59            | 29          | Old Friends                          | 4 dicembre 2014    | 2015            |
| 60            | 30          | I Don't Know                         | 12 dicembre 2014   | 2015            |
| 61            | 31          | What You Waiting For?                | 19 dicembre 2014   | 2015            |
| 62            | 32          | You Love Me                          | 26 dicembre 2014   | 2015            |
| 63            | 33          | What Dreamers Do (Part 1)            | 2 gennaio 2015     | 2015            |
| 64            | 34          | What Dreamers Do (Part 2)            | 2 gennaio 2015     | 2015            |

## Terza stagione
| nº            | nº          | Titolo                       | Prima TV Originale | Prima TV Italia |
| Prima parte   | Prima parte | Prima parte                  | Prima parte        | Prima parte     |
| ------------- | ----------- | ---------------------------- | ------------------ | --------------- |
| 65            | 1           | Coming Home?                 | 16 marzo 2015      | 2016            |
| 66            | 2           | Game, Set, and Match         | 16 marzo 2015      | 2016            |
| 67            | 3           | Secrets                      | 17 marzo 2015      | 2016            |
| 68            | 4           | Let the Games Begin          | 18 marzo 2015      | 2016            |
| 69            | 5           | The Fallout                  | 19 marzo 2015      | 2016            |
| 70            | 6           | The Times They Are a Changin | 20 marzo 2015      | 2016            |
| 71            | 7           | Your New Beginning           | 23 marzo 2015      | 2016            |
| 72            | 8           | I'm Your Captain             | 24 marzo 2015      | 2016            |
| 73            | 9           | The Nutcracker Prince        | 25 marzo 2015      | 2016            |
| 74            | 10          | Can't Fight This Feeling     | 26 marzo 2015      | 2016            |
| 75            | 11          | Marry Me                     | 27 marzo 2015      | 2016            |
| 76            | 12          | Do The Right Thing           | 30 marzo 2015      | 2016            |
| 77            | 13          | Put You First                | 31 marzo 2015      | 2016            |
| 78            | 14          | I Hope I Get It              | 1º aprile 2015     | 2016            |
| 79            | 15          | The New Girl in Town         | 2 aprile 2015      | 2016            |
| Seconda parte |             |                              |                    |                 |
| 80            | 16          | Sweet Spot                   | 11 settembre 2015  | 2016            |
| 81            | 17          | Square Dance                 | 11 settembre 2015  | 2016            |
| 82            | 18          | Mixed Messages               | 18 settembre 2015  | 2016            |
| 83            | 19          | Never There                  | 25 settembre 2015  | 2016            |
| 84            | 20          | Cry Me a River               | 2 ottobre 2015     | 2016            |
| 85            | 21          | Today I'm Getting Over You   | 9 ottobre 2015     | 2016            |
| 86            | 22          | It's my Party                | 16 ottobre 2015    | 2016            |
| 87            | 23          | Welcome to Miami             | 23 ottobre 2015    | 2016            |
| 88            | 24          | Lost at Sea                  | 30 ottobre 2015    | 2016            |
| 89            | 25          | When the War is Over         | 6 novembre 2015    | 2016            |
| 90            | 26          | We are the World             | 13 novembre 2015   | 2016            |
| 91            | 27          | Blind                        | 20 novembre 2015   | 2016            |
| 92            | 28          | Turn, Turn, Turn             | 27 novembre 2015   | 2016            |
| 93            | 29          | She's Not You                | 4 dicembre 2015    | 2016            |
| 94            | 30          | How It Ends                  | 11 dicembre 2015   | 2016            |

## Quarta stagione
L'episodio 31 è stato trasmesso per la prima volta in Spagna, mentre gli episodi 33, 34, 35, 36, 37, 38, 39 e 40 sono stati trasmessi prima in Spagna e in Portogallo, e successivamente in Canada.
| nº            | nº          | Titolo                          | Prima TV Originale | Prima TV Italia  |
| Prima parte   | Prima parte | Prima parte                     | Prima parte        | Prima parte      |
| ------------- | ----------- | ------------------------------- | ------------------ | ---------------- |
| 95            | 1           | One More Time                   | 15 febbraio 2016   | 6 febbraio 2017  |
| 96            | 2           | Stir It Up                      | 19 febbraio 2016   | 7 febbraio 2017  |
| 97            | 3           | Heads Will Roll                 | 26 febbraio 2016   | 8 febbraio 2017  |
| 98            | 4           | Welcome to the Jungle           | 4 marzo 2016       | 9 febbraio 2017  |
| 99            | 5           | Square One                      | 11 marzo 2016      | 10 febbraio 2017 |
| 100           | 6           | London Calling                  | 18 marzo 2016      | 13 febbraio 2017 |
| 101           | 7           | Walk This Way                   | 25 marzo 2016      | 14 febbraio 2017 |
| 102           | 8           | Runaway                         | 1 aprile 2016      | 15 febbraio 2017 |
| 103           | 9           | Dancing with Myself             | 8 aprile 2016      | 16 febbraio 2017 |
| 104           | 10          | Simple Twist of Fate            | 15 aprile 2016     | 17 febbraio 2017 |
| 105           | 11          | On the Rocks                    | 22 aprile 2016     |                  |
| 106           | 12          | Knowing Me, Knowing You         | 29 aprile 2016     |                  |
| 107           | 13          | The Game Belongs To Me          | 6 maggio 2016      |                  |
| 108           | 14          | I Can't Go for That             | 13 maggio 2016     |                  |
| 109           | 15          | I Only Have Eyes for You        | 20 maggio 2016     |                  |
| 110           | 16          | Love Will Tear Us Apart         | 27 maggio 2016     |                  |
| 111           | 17          | Nobody's Fault But Mine         | 3 giugno 2016      |                  |
| 112           | 18          | Your Time Is Gonna Come         | 10 giugno 2016     |                  |
| 113           | 19          | How Deep Is Your Love           | 17 giugno 2016     |                  |
| 114           | 20          | Heat of the Moment              | 24 giugno 2016     |                  |
| Seconda parte |             |                                 |                    |                  |
| 115           | 21          | Kiss and Tell                   | 14 ottobre 2016    |                  |
| 116           | 22          | Rumour Has It                   | 21 ottobre 2016    |                  |
| 117           | 23          | Here Comes Your Man             | 28 ottobre 2016    |                  |
| 118           | 24          | Tainted Love                    | 4 novembre 2016    |                  |
| 119           | 25          | A Fool in Love                  | 11 novembre 2016   |                  |
| 120           | 26          | Karma Police                    | 25 novembre 2016   |                  |
| 121           | 27          | Only You                        | 25 novembre 2016   |                  |
| 122           | 28          | Danger Zone                     | 2 dicembre 2016    |                  |
| 123           | 29          | Rivalry                         | 9 dicembre 2016    |                  |
| 124           | 30          | Nobody's Perfect                | 16 dicembre 2016   |                  |
| 125           | 31          | Shake it Off                    | 1 marzo 2017       | 20 marzo 2017    |
| 126           | 32          | Come Together                   | 17 novembre 2016   | 21 marzo 2017    |
| 127           | 33          | It Ain't Easy                   | 6 marzo 2017       | 22 marzo 2017    |
| 128           | 34          | Bold As Love                    | 7 marzo 2017       | 23 marzo 2017    |
| 129           | 35          | Taking Care of Business         | 8 marzo 2017       | 24 marzo 2017    |
| 130           | 36          | The Edge of Glory               | 9 marzo 2017       | 27 marzo 2017    |
| 131           | 37          | Even Better Than the Real Thing | 13 marzo 2017      | 28 marzo 2017    |
| 132           | 38          | Don't Stop Me Now               | 14 marzo 2017      | 29 marzo 2017    |
| 133           | 39          | Living on a Prayer              | 15 marzo 2017      | 30 marzo 2017    |
| 134           | 40          | A Change is Gonna Come          | 16 marzo 2017      | 31 marzo 2017    |

## The Off Season
L'intera stagione è stata resa disponibile il 13 maggio 2017 sull'applicazione "Family App", e successivamente poco alla volta gli episodi sono stati pubblicati sul canale youtube di The Next Step.
| nº | Titolo                  | Pubblicazione Originale | Personaggi                       |
| -- | ----------------------- | ----------------------- | -------------------------------- |
| 1  | Clean Start             | 14 maggio 2017          | Riley, Michelle, Emily           |
| 2  | Amy's Personal Life     | 14 maggio 2017          | Amy                              |
| 3  | Riley's Dance           | 15 maggio 2017          | Riley                            |
| 4  | Richelle's Secret       | 16 maggio 2017          | Richelle, Henry, LaTroy          |
| 5  | Noah's New Crush        | 17 maggio 2017          | Daniel, Noah, Jacquie            |
| 6  | Ms. Kate's New Studio   | 18 maggio 2017          | Kate, Emily                      |
| 7  | Crushing On Richelle    | 19 maggio 2017          | Ozzy, Richelle                   |
| 8  | Daniel and West's Duet  | 20 maggio 2017          | Daniel, West, Michelle, Emily    |
| 9  | Dance Secrets           | 21 maggio 2017          | Heather, Piper                   |
| 10 | Richelle On Pointe      | 22 maggio 2017          | Richelle                         |
| 11 | Suspicious Emily        | 23 maggio 2017          | Emily, Michelle, Daniel, Heather |
| 12 | New Girl Lola           | 24 maggio 2017          |                                  |
| 13 | Dance Over Hockey       | 25 maggio 2017          |                                  |
| 14 | Rehearsing for A-Troupe | 25 maggio 2017          |                                  |
| 15 | Michelle's Return       | 25 maggio 2017          |                                  |

## Quinta stagione
| n°            | n°          | Titolo originale               | Titolo italiano            | Prima TV Originale | Prima TV Italia |
| Prima parte   | Prima parte | Prima parte                    | Prima parte                | Prima parte        | Prima parte     |
| ------------- | ----------- | ------------------------------ | -------------------------- | ------------------ | --------------- |
| 135           | 1           | The New Regime                 | La nuova direttrice        | 26 maggio 2017     | 8 gennaio 2018  |
| 136           | 2           | Go West, Young Michelle        | Le due Next Step           | 2 giugno 2017      | 9 gennaio 2018  |
| 137           | 3           | Dance, Lies and Hoverboards    | Balli, bugie e hoverboards | 9 giugno 2017      | 10 gennaio 2018 |
| 138           | 4           | Leon Me                        | Amici/nemici               | 16 giugno 2017     | 11 gennaio 2018 |
| 139           | 5           | It's All Fun and Games...      | Giochi e divertimento      | 23 giugno 2017     | 12 gennaio 2018 |
| 140           | 6           | No Good Deed                   | Il posto giusto            | 7 luglio 2017      | 15 gennaio 2018 |
| 141           | 7           | Heathers                       | Heather                    | 14 luglio 2017     | 16 gennaio 2018 |
| 142           | 8           | 12 Hour Party People           | La maratona di ballo       | 21 luglio 2017     | 17 gennaio 2018 |
| 143           | 9           | A Tale of Two Eldons           | Doppio Eldon               | 28 luglio 2017     | 18 gennaio 2018 |
| 144           | 10          | United and Divided             | Uniti e divisi             | 11 agosto 2017     | 19 gennaio 2018 |
| Seconda parte |             |                                |                            |                    |                 |
| 145           | 11          | East Meets West                | East contro West           | 13 ottobre 2017    | 22 gennaio 2018 |
| 146           | 12          | Brave New World                | Una scoperta sconvolgente  | 20 ottobre 2017    | 23 gennaio 2018 |
| 147           | 13          | TNS: Civil War                 | Addio ai regionali!        | 27 ottobre 2017    | 24 gennaio 2018 |
| 148           | 14          | Stand Together or Fall Apart   | La fusione                 | 3 novembre 2017    | 25 gennaio 2018 |
| 149           | 15          | This Changes Everything        | Questo cambia tutto        | 8 novembre 2017    | 26 gennaio 2018 |
| 150           | 16          | Stand and Deliver              | Il capitano di squadra     | 15 novembre 2017   | 29 gennaio 2018 |
| 151           | 17          | Oh Brother! Why Art Thou Here? | Saper perdere              | 22 novembre 2017   | 30 gennaio 2018 |
| 152           | 18          | I Have a Vision                | L'idea vincente            | 29 novembre 2017   | 31 gennaio 2018 |
| 153           | 19          | Snap Decision                  | La cosa giusta             | 6 dicembre 2017    | 1 febbraio 2018 |
| 154           | 20          | Pointe of No Return            | Punte di non ritorno       | 13 dicembre 2017   | 2 febbraio 2018 |

## Sesta stagione
| n°            | n°          | Titolo originale               | Titolo italiano | Prima TV Originale | Prima TV Italia |
| Prima parte   | Prima parte | Prima parte                    | Prima parte     | Prima parte        | Prima parte     |
| ------------- | ----------- | ------------------------------ | --------------- | ------------------ | --------------- |
| 155           | 1           | Grave New World                |                 | 29 settembre 2018  |                 |
| 156           | 2           | Wink It Out                    |                 | 29 settembre 2018  |                 |
| 157           | 3           | Dance-Zilla                    |                 | 30 settembre 2018  |                 |
| 158           | 4           | Coup d'Etat                    |                 | 30 settembre 2018  |                 |
| 159           | 5           | Summer Lovin'                  |                 | 6 ottobre 2018     |                 |
| 160           | 6           | Mean Twirls                    |                 | 7 ottobre 2018     |                 |
| 161           | 7           | Oh Solo Me-Oh                  |                 | 13 ottobre 2018    |                 |
| 162           | 8           | Mash-Up Match-Up               |                 | 14 ottobre 2018    |                 |
| 163           | 9           | Amy's Prom Has Got It Goin' On |                 | 20 ottobre 2018    |                 |
| 164           | 10          | Twinkle Toes                   |                 | 21 ottobre 2018    |                 |
| 165           | 11          | Never Been Picked              |                 | 27 ottobre 2018    |                 |
| 166           | 12          | Convention Tension             |                 | 28 ottobre 2018    |                 |
| 167           | 13          | Sweet and Salty                |                 | 28 ottobre 2018    |                 |
| Seconda parte |             |                                |                 |                    |                 |
| 168           | 14          | Ty'd to You                    |                 | 2 marzo 2019       |                 |
| 169           | 15          | All the Marbles                |                 | 3 marzo 2019       |                 |
| 170           | 16          | Less Beauty, More Beast        |                 | 9 marzo 2019       |                 |
| 171           | 17          | Contemporary Contempt          |                 | 10 marzo 2019      |                 |
| 172           | 18          | Little Big Lies                |                 | 16 marzo 2019      |                 |
| 173           | 19          | Pas De Don't                   |                 | 17 marzo 2019      |                 |
| 174           | 20          | Audition Subtraction           |                 | 23 marzo 2019      |                 |
| 175           | 21          | Dancing with the Enemy         |                 | 24 marzo 2019      |                 |
| 176           | 22          | His Girl, Summer               |                 | 30 marzo 2019      |                 |
| 177           | 23          | A-Troupe Escape                |                 | 31 marzo 2019      |                 |
| 178           | 24          | No Shell                       |                 | 6 aprile 2019      |                 |
| 179           | 25          | And Then There Were Three      |                 | 7 aprile 2019      |                 |
| 180           | 26          | Piano Man                      |                 | 7 aprile 2019      |                 |

## Speciali
| n°      | n°      | Titolo originale             | Titolo italiano | Prima TV Originale | Prima TV Italia |
| ------- | ------- | ---------------------------- | --------------- | ------------------ | --------------- |
| 181-182 | 181-182 | It's A Wonderful Life, Piper |                 | 21 dicembre 2019   |                 |